# زسو-۲۳-۴
زسو-۲۳-۴ «شیلکا» (به روسی: ЗСУ-23-4 «Ши́лка») سیستم پدافند هوایی ِخودکششی و زره‌پوش ساخت شوروی است. این سیستم از یک توپ مسلسل چهارلول ۲۳ میلی‌متری و یک رادار تشکیل می‌شود که بر روی یک شاسی زرهی سوار شده که از تانک سبک پی‌تی-۷۶ اقتباس شده‌است.
نام زسو (زِاس‌او) مخفف واژهٔ روسی Зенитная Самоходная Установка به معنی «مقر ضدهوایی خودکششی» است. عددهای ۲۳ به کالیبر و ۴ به شمار لوله‌های توپ آن اشاره دارند. شیلکا هم نام رودخانه‌ای در روسیه است که بر روی این خودرو زره‌پوش جنگی گذاشته شده‌است.

## طراحی و توسعه
طراحی شیلکا از اواخر دهه ۱۹۵۰ آغاز شد و در سال ۱۹۶۲ به خدمت رسمی ارتش شوروی پذیرفته شد. حدود ۶۵۰۰ دستگاه از این ضدهوایی خودرو بین سال‌های ۱۹۶۴ تا ۱۹۸۲ ساخته شده و به ارتش شوروی و ده‌ها کشور دیگر دنیا تحویل داده شد.

## ویژگی‌ها
شاسی زرهی شیلکا شباهت زیادی به شاسی تانک سبک پی‌تی-۷۶ و توپ تهاجمی پشتیبانی پیاده‌نظام آاس‌یو-۸۵ دارد و مثل آن‌ها برای حرکت از یک زنجیر ۶ چرخ بدون چرخ کمکی استفاده می‌کند. راننده در جلو نشسته و سه خدمه دیگر یعنی فرمانده و توپچی و افسر رادار در برجک قرار گرفته‌اند. شیلکا قابلیت حرکت روی آب را ندارد و فقط در آب‌های به عمق حداکثر یک متری قابلیت حرکت دارد. یک زره سبک که قطر آن حداکثر به ۹ میلی‌متر می‌رسد از سرنشینان شیلکا محافظت می‌کند و یک سیستم حفاظت اتمی-میکروبی-شیمیایی هم برای خودرو پیش‌بینی شده‌است.
شیلکا برای یافتن تهدیدهای هوایی و هدایت آتش توپ‌های خود به یک رادار باند جی مجهز شده که بشقاب آن در قسمت عقب خودرو قرار گرفته و به داخل خودرو جمع می‌شود. شیلکا با تیربار چهارلول خود که فشنگ‌هایی مشابه فشنگ‌های ضدهوایی دولول زو-۲۳-۲ را شلیک می‌کنند، توانایی کشف، پیگیری و درگیری با هواگردهای مهاجم در ارتفاع پایین را داشته و همچنین قادر به درگیری با خودروهای زمینی در حال حرکت است. با توجه به سرعت واکنش و نواخت تیر بالا معمولاً وظیفهٔ سرکوب سکوهای شلیک موشک ضد تانک (مثل خودروهای مسلح به موشک تاو) هم به شیلکاها سپرده می‌شود. تیربارهای این سیستم تا مسافت حداکثر ۳ هزار متر برد مفید دارند. شیلکاها در مجموع ظرفیت حمل ۲ هزار فشنگ را دارند که در نوارهای حداکثر ۵۰ تایی داخل خشاب گذاشته شده و نوع مهمات هم معمولاً یک گلوله زره‌شکاف پس از سه گلوله انفجاری است.
رادار شیلکا تا حداکثر ۲۰ کیلومتر را پوشش می‌دهد و از توانایی ردیابی خوبی برخوردار است، ضمن اینکه کشف آن نیز توسط دشمن نسبتاً مشکل می‌باشد و مقاومت خوبی نیز نسبت به اخلال الکترونیکی دشمن دارد. اما این رادار نقاط ضعفی هم دارد از جمله اینکه در پیدا کردن اهداف با ارتفاع پایین‌تر از ۶۰ متر با مشکل مواجه می‌شود و ممکن است گاهی امواج بازگشتی کاذب دریافت کند که این امر موجب ایجاد برفک بر روی صفحه رادار می‌شود.
مشکل دیگر شیلکا این است که سیستم خنک‌کننده مایع آن قادر نیست که به سرعت دمای لوله سلاح را پایین بیاورد و این امر علاوه بر داغ‌کردن سلاح گاهی باعث شلیک خودبخود آن می‌شود. مانورپذیری و قدرت تحرک شیلکا در خارج از جاده قابل قبول است اما قدرت موتور آن برای خودرویی با این وزن کافی نیست و این باعث کاهش سرعت شیلکاها به ویژه در سربالایی‌ها می‌شود.
با توجه به عمر زیادی که از فعالیت شیلکاها می‌گذرد، برنامه‌های بهینه‌سازی متعددی برای آن‌ها اجرا و پیشنهاد شده‌است. یک بهینه‌سازی اوکراینی شامل یک سیستم رادار جدید به علاوه یک غلاف حسگر که در بردارندهٔ یک دوربین دید روز و شب است، یک مسافت‌یاب لیزری، و شش لانچر موشک‌های شلیک و بعد هیچ روسی سام-۱۸ می‌شود، تا این خودرو به سبک بسیاری از خودروهای ضد هوایی غربی به ترکیبی از توپ ضد هوایی و موشک گرمایاب برای درگیری با تهدیدهای هوایی مجهز باشد.

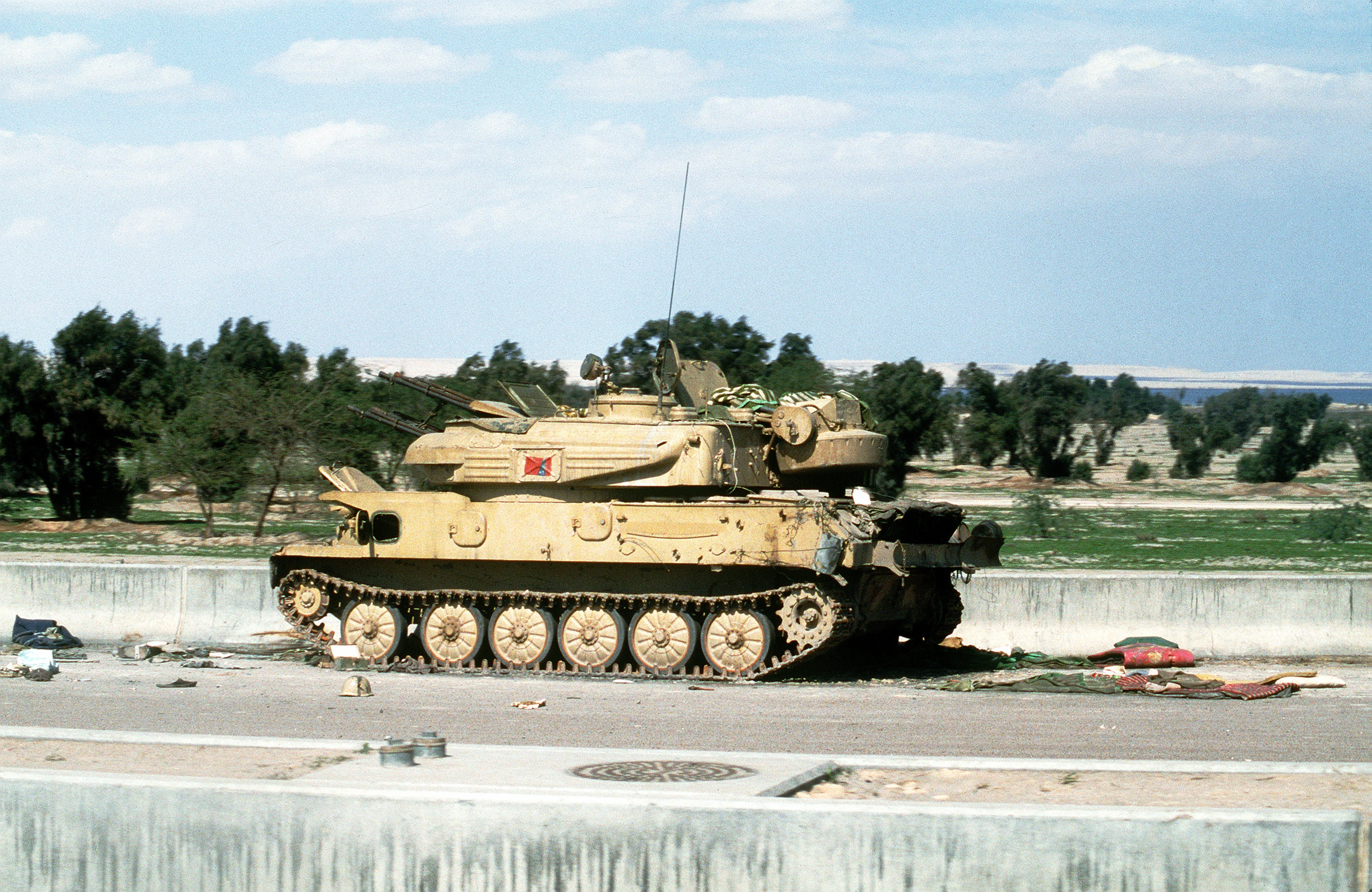
شیلکا عراقی، سال ۱۹۹۱

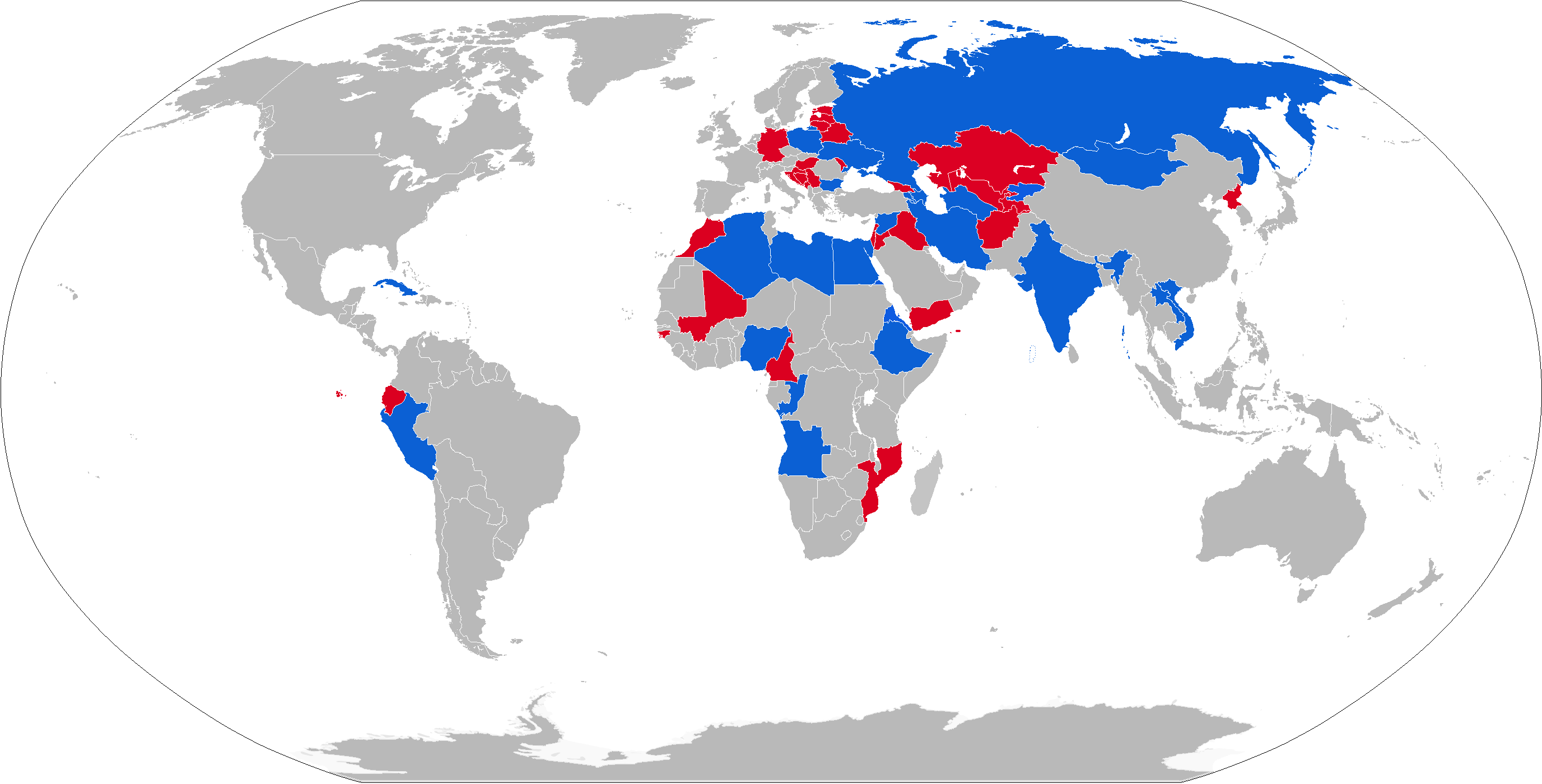
کاربران فعلی و سابق شیلکا

## تاریخچه عملیاتی
شیلکا جنگ‌های متعددی را به خود دیده‌است که جنگ یوم کیپور و دیگر نزاع‌های کشورهای عربی و اسرائیل، و جنگ ایران و عراق از مهمترین آن‌ها هستند. در جنگ یوم کیپور سال ۱۹۷۳ شیلکا بسیار موفق ظاهر شد چرا که خلبان‌های اسرائیلی برای گریز از موشک‌های سام-۶ در ارتفاع پایین پرواز می‌کردند و در آنجا شکار شیلکاها می‌شدند.
شیلکاها با توجه به توانایی آتش سریع خود در جنگ‌های شهری هم بسیار استفاده شده‌اند. علاوه بر جنگ‌های افغانستان، چچن و لبنان در جنگ داخلی سوریه هم ارتش این کشور بارها از توپ‌های شیلکا در جنگ‌های شهری بهره برده است.

### شوروی
شیلکا از موفق‌ترین جنگ‌افزارها در کلاس خود بود که قابلیت‌های بسیار بالاتری در مقایسه با سیستم‌های مشابه هم‌دوره خود داشت. ابتدا قرار بود این سیستم در کنار زسو-۵۷-۲ (توپ دولول ۵۷ م‌م روی شاسی زرهی برگرفته از تانک تی-۵۴) در ارتش شوروی فعالیت کند اما نیروهای شوروی بسیار از شیلکا راضی‌تر بودند و به همین جهت زسو-۵۷-۲ خیلی زود در دهه ۱۹۶۰ از ارتش این کشور کنار گذاشته شد.
نظریهٔ جنگی شوروی‌ها در مورد تأمین پدافند هوایی از سال ۱۹۶۵ اینگونه بود که هر هنگ تانک یا تفنگداران موتوریزه بایستی یک گردان توپخانه ضد هوایی در اختیار داشته باشند که هر یک از آن‌ها به دو جوخه متشکل از چهار خودرو ضد هوایی مسلح باشد. ابتدا یکی از این جوخه‌ها شامل توپ‌های زسو-۵۷-۲ و دیگری شامل شیلکا می‌شد، اما در اوایل دهه ۱۹۷۰ زسو-۵۷ ها به طور کامل کنار نهاده شدند و از این زمان یکی از این دو جوخه به شیلکا و دیگری به سیستم موشکی سام-۹ گاسکین مجهز می‌شد. از اوایل دهه ۱۹۸۰ این گردان‌های ضدهوایی از سه آتشبار تشکیل می‌شدند؛ یکی از آن‌ها با شیلکا یا تونگوسکا، دومی با سیستم‌های موشکی سام-۱۳ گوفر (استرلا-۱۰) مسلح شده و آتشبار سومی هم شامل نفربرها یا خودروهای جنگی پیاده‌نظامی می‌شد که موشک‌های قابل حمل توسط نفر ۹کا۳۸ ایگلا را همراه خود داشتند.
شوروی‌ها در جنگ افغانستان هم به طور گسترده‌ای از این توپ ضدهوایی بهره بردند. با این که دشمن آن‌ها در این نبرد مجهز به نیروی هوایی و هیچ نوع هواگردی نبود اما با توجه به اینکه مجاهدین افغان عمدتاً در مناطق کوهستانی مستقر شده بودند، توپ مسلسل پرقدرت چهارلول زسو-۲۳-۴ سلاح مناسبی برای حمله به سنگرهای آن‌ها بود چرا که این سلاح درجه بالاروی بسیار بیشتری در مقایسه با سلاح‌های زره‌پوش‌های دیگر روس‌ها مثل تی-۵۵ها و تی-۶۲ها، نفربرهای خانوادهٔ بی‌تی‌آر و و بی‌ام‌پی-۱ها داشت. به همین دلیل روس‌ها در جنگ چچن هم از این سیستم برای سرکوب مخالفان خود در این منطقه کوهستانی بهره بردند.
شوروی‌ها از سال ۱۹۸۲ جایگزینی شیلکا را با ضدهوایی‌های ۹کا۲۲ تونگوسکا آغاز کردند. تونگوسکا هم مثل شیلکا یک توپ ضدهوایی خودکششی مجهز به رادار است که بر روی یک شاسی زرهی تانک‌مانند سوار شده‌است. اما به جای توپ ۲۳ م‌م به یک توپ دولول ۳۰ م‌م مسلح شده و هشت موشک هدایت چشمی - رادیویی ۹ام۳۱۱ هم در اختیار دارد که برد مؤثر آن را تا ۹ کیلومتر افزایش می‌دهد. البته شیلکاها با توجه به هزینه بسیار بیشتر تونگوسکا همچنان در ارتش شوروی و کشورهای وارث آن عملیاتی باقی‌مانده‌اند. هم‌اکنون ۱۳۳ دستگاه شیلکا در ارتش روسیه فعال مانده است که تفنگداران دریایی این کشور از آن استفاده می‌کنند.